# Война четвёртой коалиции
Война́ четвёртой коали́ции (в советской и российской историографии известная как ру́сско-пру́сско-францу́зская война́) — война наполеоновской Франции и её сателлитов в 1806 году против коалиции великих держав (Российская империя, Пруссия, Великобритания), Швеции и Саксонии. Война стала продолжением войны третьей коалиции.

## Предшествовавшие события
После сокрушительного поражения антифранцузской коалиции в Битве трёх императоров, Наполеон за полгода перекроил карту Центральной Европы до неузнаваемости. В соответствии с подписанным 26 декабря 1805 года Пресбургским мирным договором император французов отобрал у Австрии следующие владения: Венецию, Истрию, Далмацию, Каттаро, Фриуль. В результате столь внушительных территориальных изменений Австрия потеряла порядка 17 % всего населения империи. Летом 1806 года 15 княжеств Южной и Центральной Германии были объединены Наполеоном в Рейнский союз, который де-факто находился под протекторатом Французской империи. Это стало концом тысячелетнего существования Священной Римской империи германской нации. Пользуясь плодами своих побед и памятуя попытки неаполитанских Бурбонов выйти из-под его контроля, Наполеон лишил их власти в Неаполе. Их место занял Жозеф Бонапарт, брат императора.
После поражения русско-австрийских сил при Аустерлице изменила свою позицию Пруссия. От представителя Фридриха Вильгельма III, барона Хаугвица, Бонапарт потребовал заключить с Францией оборонительно-наступательный союз. Король согласился на требования Императора, и в декабре 1805 года такой договор был подписан. В качестве компенсации Наполеон уступил Пруссии Ганновер — континентальное владение короля Великобритании, занятое французами.
В начале 1806 года на континенте Наполеон имел противником лишь Россию, хотя Александр I всё же испытывал большие трудности в этой борьбе. Россия искала мира с Наполеоном, чтобы получить долгожданную передышку. В свою очередь, император французов недвусмысленно дал понять и Великобритании, и России, что Франция тоже готова пойти на сепаратные мирные переговоры. Однако российскому посланнику Убри были предъявлены слишком невыгодные условия, которые Александр I не захотел ратифицировать. В то же время Пруссия, испытывая сильное волнение и недовольство из-за создания Рейнского союза, который угрожал целостности самой Пруссии, взяла курс на сближение с Россией и Великобританией.

## Ход войны
Четвёртая антифранцузская коалиция, которая состояла из Пруссии, России, Великобритании, Швеции и Саксонии, была создана 15 сентября 1806 года. Войну начала Пруссия. После того, как Наполеон отверг ультиматум прусского короля Фридриха Вильгельма III о выводе французских войск из Германии и роспуске Рейнского союза, две прусские армии двинулись на Гессен.
Император Александр I срочно приступил к формированию у прусских границ трёх экспедиционных корпусов для похода в Пруссию и соединения с прусской армией, командование которыми было вручено генералам Л. Л. Беннигсену (60 000 человек), Ф. Ф. Буксгевдену (40 000 человек) и П. К. Эссену (20 000 человек)
9 октября произошел бой при Шляйце, в котором пруссаки были отброшены и потеряли 700 человек. На следующий день произошло более серьёзное сражение при Заальфельде, которое тоже завершилось победой французов. После него прусское командование приняло решение начать отступление и сосредоточить прусско-саксонскую армию у городов Ваймар и Йена.
14 октября 1806 года в Йена-Ауэрштедтском сражении Наполеон и Луи-Николя Даву разгромили прусско-саксонскую армию. 17 октября 1806 года в бою при Халле была обращена в бегство последняя неразгромленная часть прусских сил. За шесть недель французами была занята почти вся Пруссия с её столицей Берлином, куда французские войска вошли 27 октября. Прусский король предложил Наполеону заключить мир, по которому Пруссия отказывалась от всех владений на левом берегу Эльбы, обязывалась выплатить 33 миллиона талеров и не вмешиваться в дела Западной Германии. Однако Наполеон не принял этих предложений. 28 октября в Пренцлау сдался прусский генерал Гогенлоэ с 10 тысячами человек и 64 пушками, приняв за правду уверения И. Мюрата о том, что он окружён 100 тысячами французов. Капитуляция армии Гогенлоэ привела к тому, что прусские войска начали сдаваться по всей стране. 7 ноября капитулировал Магдебург, который французы осаждали с 25 октября.
Поражение Пруссии дало жителям Польши надежду на восстановление своей независимости, утраченной в результате разделов Польши. В ноябре 1806 года в прусской Великой Польше началось антипрусское восстание.
Французская армия двинулась к Висле, и передовые части французов заняли Варшаву. Тем временем в Польшу постепенно входили русские войска под командованием фельдмаршала Михаила Каменского, поскольку появление французских войск в Польше вблизи российской границы прямо затрагивало интересы России. Российские войска прикрыли российскую границу, разместившись в районе реки Нарев.
Первой 12 декабря 1806 года под Чарново приняла удар корпуса маршала Даву русская пехотная дивизия Остермана-Толстого. Задержав французов, она отошла на соединение с основными силами корпуса Беннигсена, дав им время сосредоточиться у Пултуска. После ряда локальных успехов французы осадили Данциг, который сдался лишь в мае 1807 года. С марта 1807 года до самого конца войны длилась осада Кольберга.
Французские войска во главе с самим Наполеоном двинулись к Пултуску, чтобы захватить переправы через Нарев и отрезать русской армии пути отступления из Польши. Но после сражений в районе Пултуска и Голымина русская армия смогла отступить за Нарев. Её командующим вместо ушедшего в отставку престарелого Каменского был назначен Беннигсен. Наполеон отвёл свою армию за Вислу на зимние квартиры.
В начале января 1807 года армия Беннигсена выступила против французских корпусов Нея и Бернадота, которые стояли отдельно от основных наполеоновских сил в южной части Восточной Пруссии. Но медлительность российского командующего позволила французам избежать окружения и начать отступление на запад. Русская армия последовала за ними в сторону Вислы.
В январе 1807 года Штральзунд и остров Рюген были заняты 15 000 шведских войск под командованием генерала Эссена, за которыми наблюдал малочисленный французский корпус маршала Мортье. 18 января, переправившись через реку Пеена, Мортье опрокинул шведские авангарды у Грайфсвальда, Штеффенсхагена и Элленхорста и осадил Штральзунд.
Получив сведения о действиях русской армии, Наполеон стянул свои основные силы в район Плоцка и перешёл с ними в наступление в северном направлении, пытаясь отрезать Беннигсену пути отхода в Россию, прижать русскую армию к Висле и уничтожить. Но этот план стал известен Беннигсену из перехваченной депеши Наполеона к Бернадоту, и Беннигсен начал спешный отход в Восточную Пруссию. 26 января 1807 года армия Беннигсена дала бой Наполеону у Прейсиш-Эйлау. В кровопролитном сражении победителей не оказалось. Так как ночью после битвы Беннигсен отступил, Наполеон объявил себя победителем. Обе стороны были обескровлены трёхмесячной безрезультатной борьбой и были рады наступлению распутицы, которая до мая положила конец боевым действиям.
Французской дипломатии удалось спровоцировать Османскую империю на объявление войны России, а Великобритания и Швеция не оказали действенной помощи России и Пруссии.
24 мая 1807 года армия Беннигсена попыталась отрезать и разгромить отдельно стоящий у Гутштадта корпус Нея. Однако из девяти дивизий, назначенных для этой операции, лишь четыре сумели выполнить в назначенное время запланированную диспозицию, что позволило Нею избежать окружения, и после ожесточенного боя французы отступили.
29 мая 1807 года французский авангард под командованием маршала Сульта атаковал у Гейльсберга армию Беннигсена. С наступлением ночи упорный и кровопролитный бой, в котором Беннигсен был ранен, прекратился, не принеся успеха ни одной из сторон. На следующий день Наполеон двинулся в обход гейльсбергских позиций, но Беннигсен не стал ввязываться в новый бой и отошел к Фридланду. Там 2 июня 1807 года произошло сражение, в котором французские войска одержали решительную победу.
В итоге русская армия отошла за Неман на свою территорию, и 7 июля 1807 года был заключён Тильзитский мир.
В июле 1807 года Штральзунд был обложен французскими дивизиями Луазона, Буде и Молитора. В ночь на 4 августа начались траншейные работы и обстрел города. 8 августа шведские войска переправились на остров Рюген, и жители Штральзунда открыли ворота. Французам достались 500 орудий и множество всевозможных запасов. 12 августа генералами Фрероном и Рейем приступом были взяты оставшиеся шведские укрепления — Старый форт и укреплённый остров Денхольм.

## Боевое расписание
| Корпус генерала от кавалерии Беннигсена - 2-я дивизия: генерал-лейтенант граф Остерман-Толстой - Павловский гренадерский полк (3) - Ростовский мушкетёрский полк (3) - Санкт-Петербургский гренадерский полк (3) - Елецкий мушкетёрский полк (3) - 1-й егерский полк (3) - 20-й егерский полк (3) - Гвардейский кирасирский полк (6) - Каргопольский драгунский полк (5) - Изюмский гусарский полк (10) - Иловайский № 10 Донской казачий полк (5) - Ефремовский № 3 казачий полк (5) - 2 пешие батареи 12-фунтовых орудий (по 2 орудия на каждую) - 2 6-пудовые пешие батареи (по 2 орудия на каждую) - 1 конная батарея (12 орудия) - 3-я дивизия: генерал-лейтенант барон Сакен I - Таврический гренадерский полк (3) - Литовский мушкетёрский полк (3) - Копорский мушкетёрский полк (3) - Муромский мушкетёрский полк (3) - Черниговский мушкетёрский полк (3) - Днепровский мушкетёрский полк (3) - Малороссийский кирасирский полк (5) - Курляндский драгунский полк (5) - Сумской гусарский полк (10) - Папузинские казаки (5) - Иловайский Донской казачий полк (5) - 2 12-фунтовых орудий пешие батареи (по 2 орудия на каждую) - 3 6-пудовые пешие батареи (по 2 орудия на каждую) - 1 конная батарея (2 орудия) - 1 пионерская рота - 1 рота понтонёров - 4-я дивизия: генерал-лейтенант князь Голицын V - Тульский мушкетёрский полк (3) - Тенгинский мушкетёрский полк (3) - Навагинский мушкетёрский полк (3) - Тобольский мушкетёрский полк (3) - Полоцкий мушкетёрский полк (3) - Костромской мушкетёрский полк (3) - 3-й егерский полк (3) - Кирасирский Военного ордена св. великомученика и Победоносца Георгия полк (5) - Псковский драгунский полк (5) - Польский уланский полк (10) - Казаки Грекова № 9 (5) - Казаки Грекова № 18 (5) - 2 пешие батареи 12-фунтовых орудий (по 2 орудия на каждую) - 3 6-пудовые пешие батареи (по 2 орудия на каждую) - 1 конная батарея (2 орудия) - 1 пионерская рота - 1 рота понтонёров - 6-я дивизия: генерал-майор Седморацкий - Виленский мушкетёрский полк (3) - Низовский мушкетёрский полк (3) - Ревельский мушкетёрский полк (3) - Волынский мушкетёрский полк (3) - Старооскольский мушкетёрский полк (3) - 4-й егерский полк (3) - Екатеринославский егерский полк (5) - Киевский драгунский полк (5) - Татарский уланский полк (10) - Александрийский гусарский полк (10) - Казаки Попова № 5 (5) - 2 пешие батареи 12-фунтовых орудий (по 2 орудия на каждую) - 3 6-пудовые пешие батареи (по 2 орудия на каждую) - 1 конная батарея (2 орудия) - 1 пионерская рота | Корпус генерала от инфантерии графа Буксгевдена - 5-я дивизия: генерал-лейтенант Тучков I - Севский мушкетёрский полк (3) - Калужский мушкетёрский полк (3) - Пермский мушкетёрский полк (3) - Могилёвский мушкетёрский полк (3) - 24-й егерский полк (3) - 25-й егерский полк (3) - Рижский драгунский полк (5) - Казанский драгунский полк (5) - Елизаветградский гусарский полк (10) - Литовский уланский полк (5) - Гордеевский № 1 казачий полк (5) - 2 пешие батареи 12-фунтовых орудий (по 2 орудия на каждую) - 2 6-пудовые пешие батареи (по 2 орудия на каждую) - 1 конная батарея (12 орудия) - 7-я дивизия: генерал-лейтенант Дохтуров - Екатеринославский гренадерский полк (3) - Московский мушкетёрский полк (3) - Владимирский мушкетёрский полк (3) - Воронежский мушкетёрский полк (3) - Псковский мушкетёрский полк (3) - 5-й егерский полк (3) - Ингерманландский драгунский полк (5) - Павлоградский гусарский полк (10) - Малаховские казаки (5) - Андроновский казачий полк (5) - 2 пешие батареи 12-фунтовых орудий (по 2 орудия на каждую) - 2 6-пушечные пешие батареи (по 2 орудия на каждую) - 1 конная батарея (2 орудия) - 1 пионерская рота - 1 рота понтонёров - 8-я дивизия: генерал-лейтенант Эссен III - Московский гренадерский полк (3) - Выборгский мушкетёрский полк (3) - Шлиссельбургский мушкетёрский полк (3) - Староингерманландский мушкетёрский полк (3) - Подольский мушкетёрский полк (3) - Архангелогородский мушкетёрский полк (3) - 7-й егерский полк (3) - Санкт-Петербургский драгунский полк (5) - Литовский драгунский полк (5) - Ольвиопольский гусарский полк (10) - Киселёвские казаки (5) - Сысоевский № 1 казачий полк (5) - 4 пешие батареи 12-фунтовых орудий (по 2 орудия на каждую) - 1 конная батарея (2 орудия) - 1 пионерская рота - 14-я дивизия: генерал-лейтенант Анрепе - Белозерский мушкетёрский полк (3) - Рязанский мушкетёрский полк (3) - Углицкий мушкетёрский полк (3) - Софийский мушкетёрский полк (3) - 23-й егерский полк (3) - 26-й егерский полк (3) - Финляндский драгунский полк (5) - Митавский драгунский полк (5) - Гродненский гусарский полк (10) - 1 12-фунтовых орудий пешая батарея (12 орудия) - 2 6-пушечные пешие батареи (по 2 орудия на каждую) - 1 рота понтонёров |